# Konrad Wysocki
Konrad Christoph Wysocki (ur. 28 marca 1982 w Rzeszowie) – niemiecki koszykarz polskiego pochodzenia, występujący na pozycji niskiego skrzydłowego. 

## Życiorys
Syn Krzysztofa Wysockiego – zawodnika Pogoni Prudnik, Resovii Rzeszów i Zagłębia Sosnowiec, brat Kevina.
Od 2000 do 2004 Wysocki studiował architekturę na Princeton University, gdzie grał także dla drużyny Princeton Tigers występującej w Ivy League. Następnie występował w barwach: BG 74 Göttingen, Erdgas Ehingen, ratiopharm Ulm oraz Skyliners Frankfurt. Od 2009 do 2012 grał w PGE Turowie Zgorzelec. W czerwcu 2012 podpisał dwuletni kontrakt z klubem EWE Baskets Oldenburg. W sezonie 2014/15 grał w Anwilu Włocławek. 
W reprezentacji Niemiec debiutował w 2008, w której rozegrał 51 spotkań. Wraz z kadrą pojechał między innymi na igrzyska olimpijskie do Pekinu.
Po sezonie 2018/2019 postanowił zakończyć karierę.

## Osiągnięcia
Drużynowe
- Wicemistrz Polski (2011)
- Finalista Pucharu Polski (2010)
- Uczestnik rozgrywek EuroChallenge (2008/09, 2012/13)[7]

Indywidualne
- Uczestnik meczu gwiazd PLK (2012)[8]
- Pierwsza piątka sezonu PLK (2011)[9]
- Lider play-off PLK w średniej zbiórek (2010)[10]

Reprezentacja
- Uczestnik:
  - igrzysk olimpijskich (2008 – 10. miejsce)[11]
  - Eurobasketu (2009 – 11. miejsce)[11]

## Statystyki
| Sezon     | Drużyna         | M  | S5 | MPG  | FG% | 3P% | FT% | RPG | APG | SPG | BPG | PPG  |
| --------- | --------------- | -- | -- | ---- | --- | --- | --- | --- | --- | --- | --- | ---- |
| 2008/2009 | Skyliners (BBL) | 37 |    | 20,3 | 44% | 29% | 44% | 4,3 | 1,4 | 0,3 | 0,1 | 5,8  |
| 2009/2010 | Turów (PLK)     | 32 | 23 | 22,5 | 44% | 28% | 66% | 5,6 | 1,1 | 0,9 | 0,1 | 7,9  |
| 2010/2011 | Turów (PLK)     | 41 | 41 | 30,4 | 49% | 42% | 76% | 6,9 | 1,1 | 1,0 | 0,1 | 10,5 |
| 2011/2012 | Turów (PLK)     | 43 | 23 | 21,7 | 54% | 41% | 74% | 3,7 | 0,8 | 0,6 | 0,2 | 9,0  |
| 2012/2013 | Oldenburg (BBL) | 43 |    | 16,3 | 42% | 28% | 78% | 3,5 | 0,9 | 0,6 | 0,1 | 5,7  |
| 2013/2014 | Oldenburg (BBL) | 43 |    | 13,6 | 38% | 30% | 77% | 2,7 | 0,6 | 0,3 | 0,1 | 4,2  |
| 2014/2015 | Anwil (PLK)     | 30 | 30 | 31,9 | 50% | 36% | 77% | 7,6 | 1,7 | 0,8 | 0,3 | 12,0 |

## Galeria

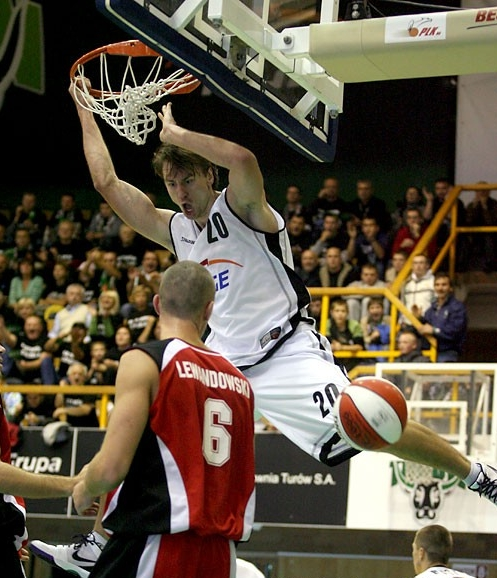
Konrad Wysocki-2009.10-Zgorzelec
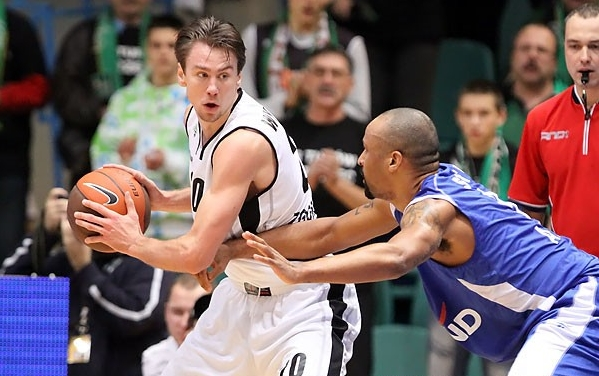
Konrad Wysocki-2009.12-Wrocław
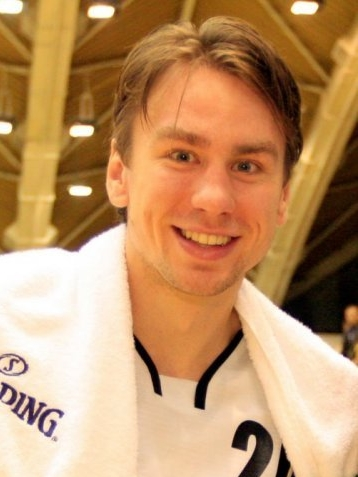
Konrad Wysocki - sezon 2009/10
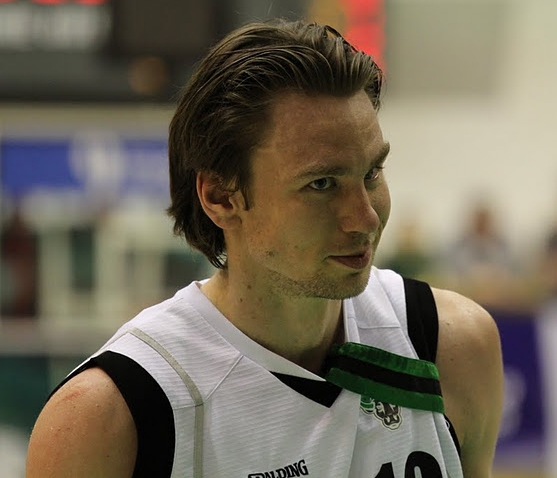
Konrad Wysocki - playoff 2011
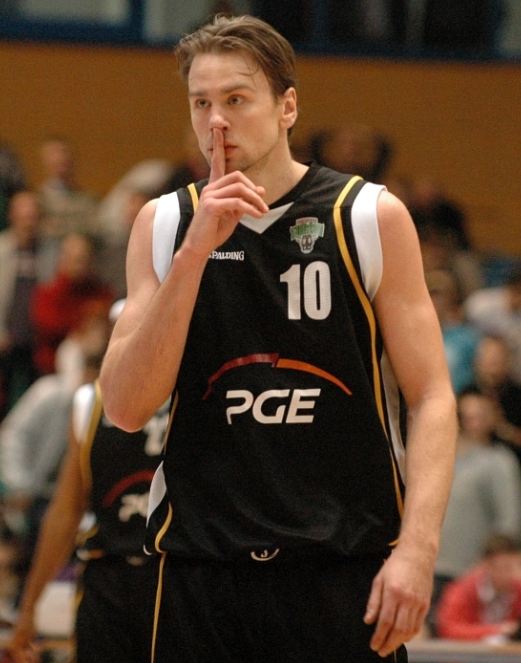
Konrad Wysocki - 2011.12.16 Hala Orbita, Wrocław